# Seestraße von Olchon
Die Seestraße von Olchon (russisch:Ольхонские Ворота Olchonskie Worota) ist eine Meerenge des Baikalsees. Die 8,3 km lange Straße ist 1,2 bis 2,3 km breit und bis zu 100 m tief. Die Straße trennt die Insel Olchon vom westlichen Ufer des Baikalsees. Der südliche Teil der Straße mündet in den zentralen Teil des Baikals, am nördlichen Teil schließt sich die Bucht „Kleines Meer“ (Малое море) an. Die starke Strömung in der Straße erzeugt bis zu 5 m hohe Wellen.
Die Ufer der Seestraße von Olchon sind meist schroff und steil. Die Küstenlinie ist durchzogen von langen schmalen Klippen bzw. Buchten. Am nordnordwestlichen Ende der Straße liegt der Fluss Sarma, Namensgeber des stärksten Windes des Baikalsees.
2005 wurde durch die Straße ein Unterwasserkabel für die Stromversorgung von Olchon gelegt.
Auf der Seestraße von Olchon verkehrt die Fähre „Sakhyurta“ vom 15. Mai bis zum 15. Dezember. Im Winter kann man die Insel Olchon über die Eisdecke des Baikals erreichen.

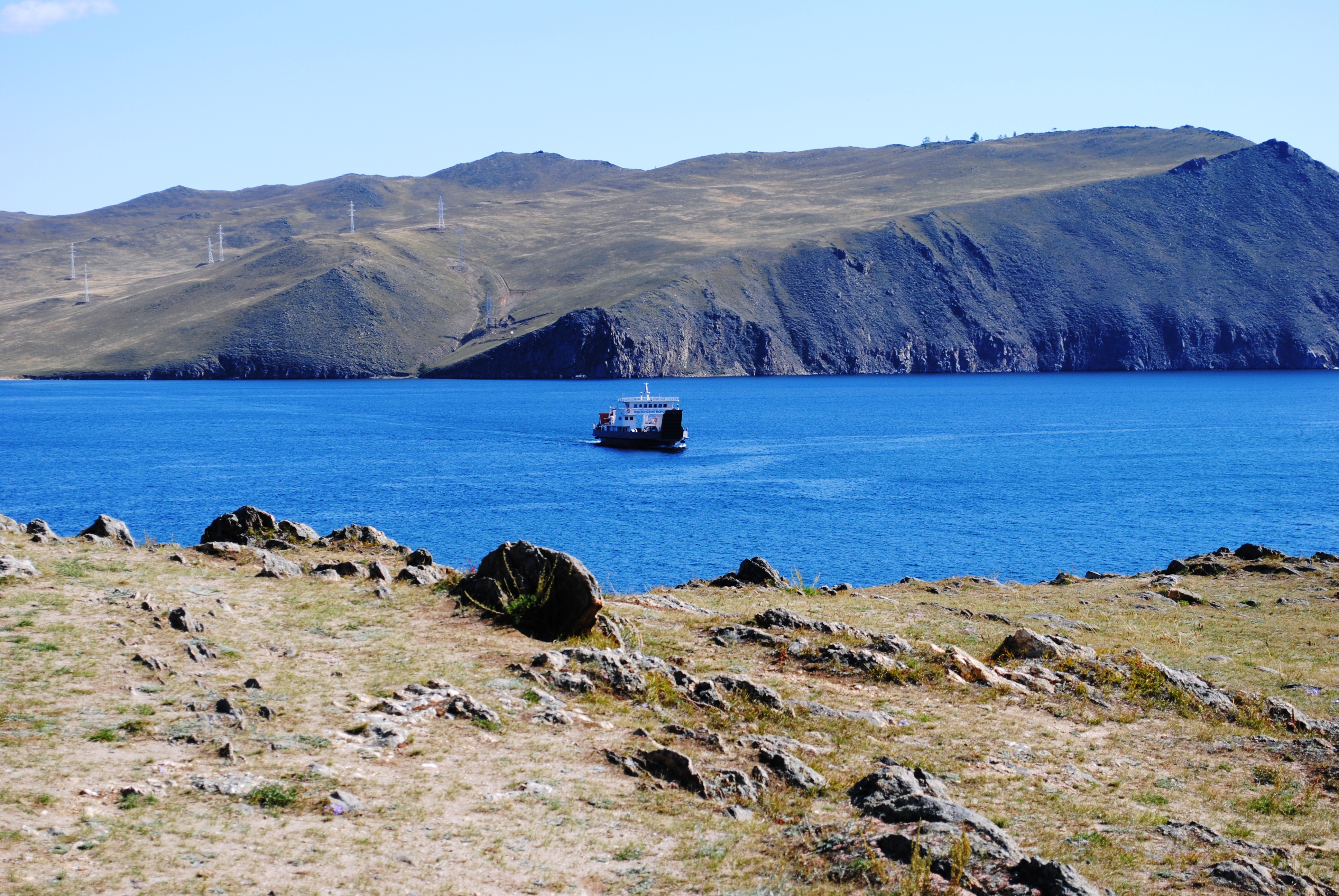
Straße von Olchon vom Festland aus gesehen
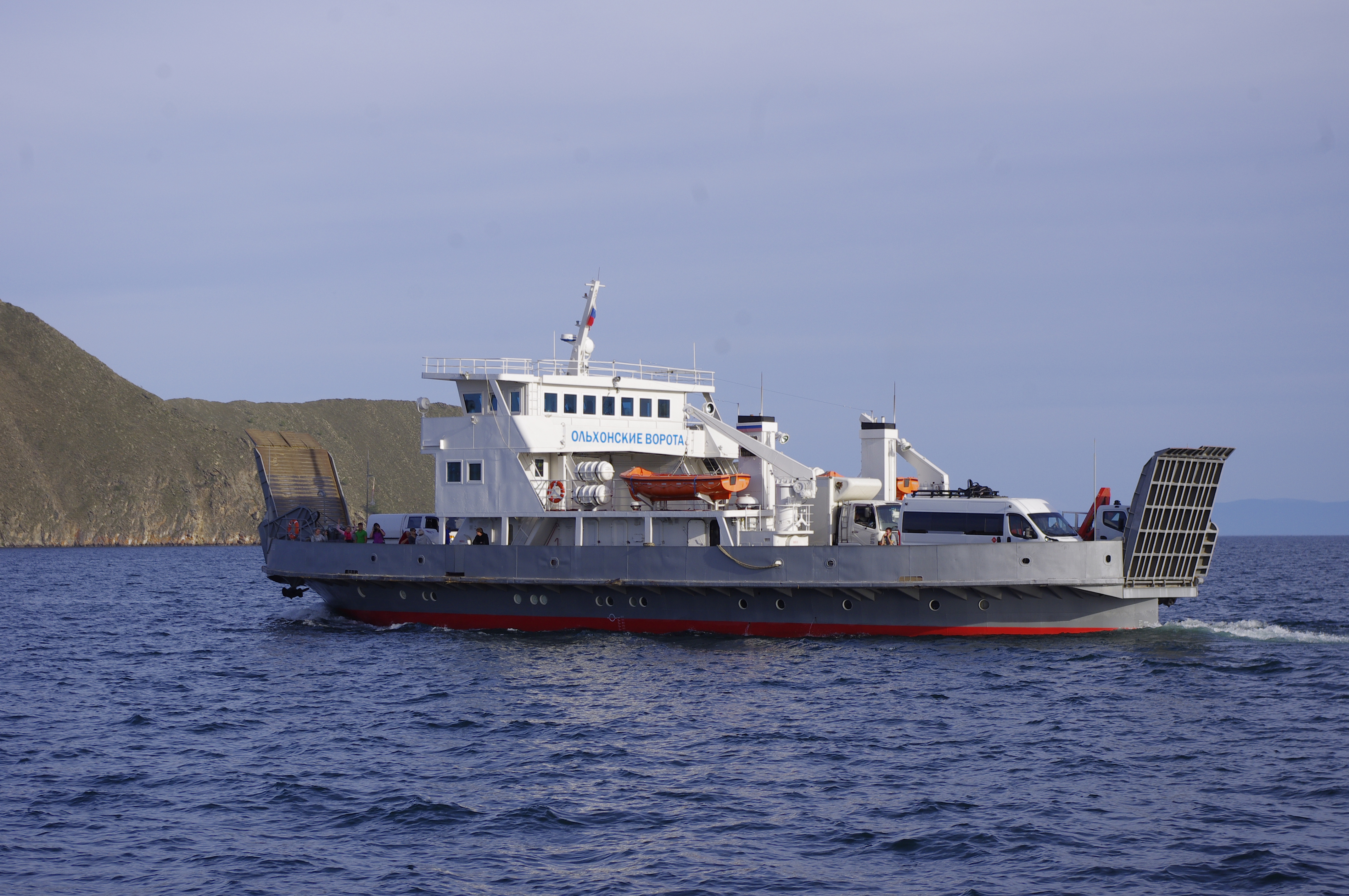
Fähre nach Olchon
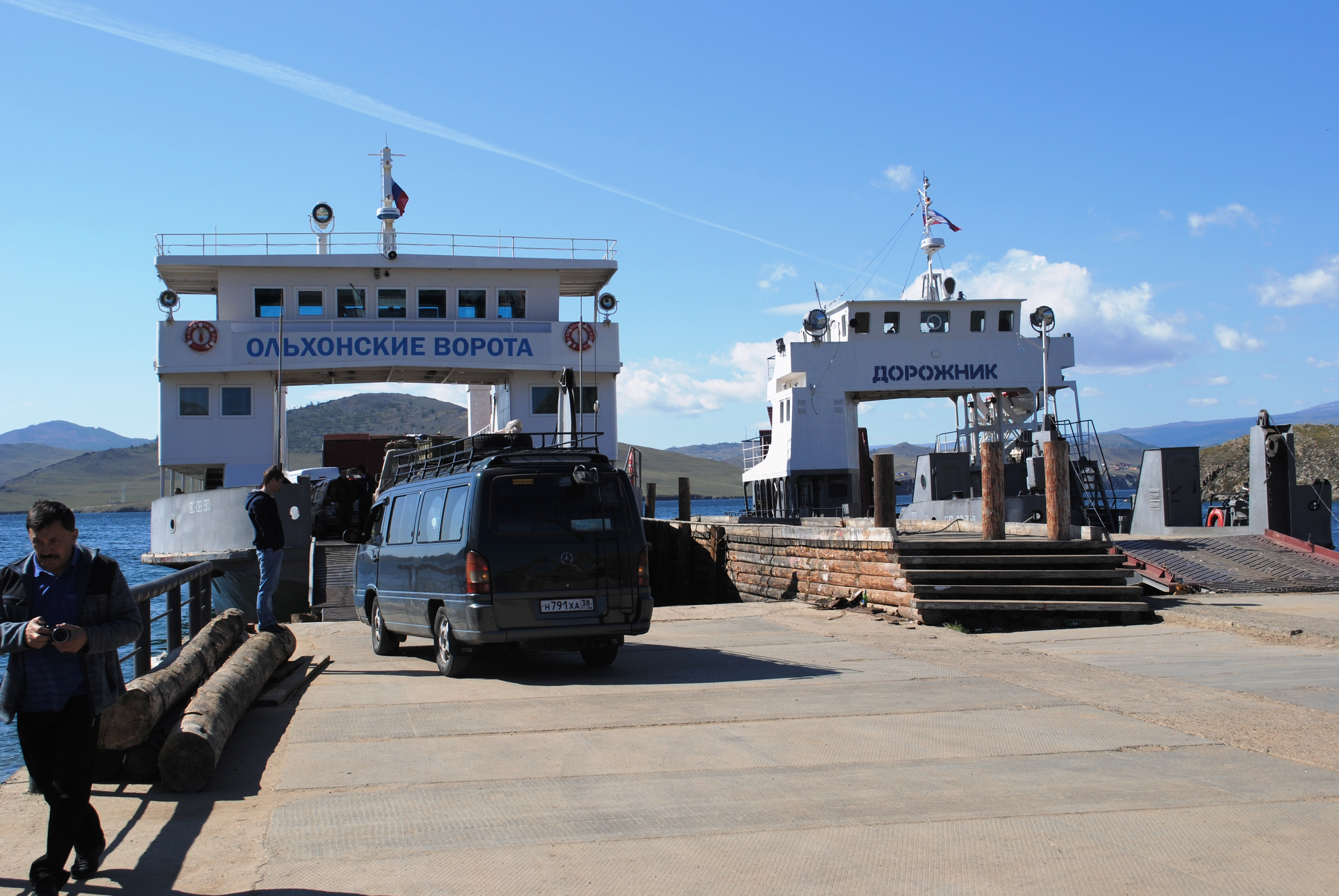
Anlegestelle